# 共栄鍛工所
共栄鍛工所（きょうえいたんこうしょ）は、新潟県三条市にある企業。農機具部品を製造し、主に北米の農機具メーカーに販売している。主要製品は農業用機械部品の大型コンバイン用のナイフガードで、作物の収穫効率を左右する基幹部品であり、世界最大の農機メーカーであるディア・アンド・カンパニーに独占供給し世界トップシェアである。また、搬送用部品のリベットレスチェーンでは国内外の鍛造コンベアチェーンラインのシェアを9割以上持っている。

## 歴史
1930年（昭和5年）に鋏を製作する企業として創業し、その後ハンマー鍛造の技術を磨く。2009年（平成21年）には世界最先端の防音・制振の鍛造工場を新設した。
2015年（平成27年）に経済産業省が地域経済の活性化や海外展開などに積極的に取り組む企業を選定する「がんばる中小企業・小規模事業者300社」に認定された。
2018年（平成30年）に制作したアニメCMはアニメーターの菅野芳弘によるもので「板野サーカス」と呼ばれる表現技法が取り入れられており話題になった。
2019年（令和元年）に中小企業研究センターが経営革新や技術開発に優れた中小企業を表彰する「グッドカンパニー大賞」の2019年度の特別賞を受賞した。
新潟広告協会が新潟県内で制作・発表された優れた広告に贈る「新潟広告賞」において、2021年（令和3年）の第62回の奨励賞としてラジオCMが選ばれた。また、2024年（令和6年）の第65回の優秀賞としてテレビCM「共栄鍛工所 工場長、ゾンビ」が選ばれた。